# Papeda (Chi Cam chanh)

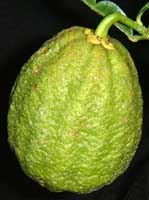
Ichang pgeda

Papeda hoặc papaeda là tên gọi chung cho một nhóm các loài thuộc Chi Cam chanh có nguồn gốc từ vùng nhiệt đới châu Á chịu được rét tốt và phát triển chậm, và sinh hoa kết trái khó chịu. Walter Tennyson Swingle đã phân tách các loài này thành một phân loài riêng biệt, Papea. Nó bao gồm chanh Ichang, yuzu, chanh thái, kabosu, sudachi và một số loài hoang dã, không rõ nguồn gốc và giống lai. Phân tích di truyền gần đây cho thấy các cây papeda được phân phối giữa các nhánh khác nhau của loài cây có múi, và do đó, thế hệ con được đề xuất của Swingle là đa hình và không phải là một nhóm phân loại hợp lệ, nhưng thuật ngữ này vẫn tồn tại như một tên gọi chung.
Do sự phát triển nói chung chậm và có vị đắng, ít loài hơn so với các loại cây có múi khác, các loài popeda có sự canh tác thương mại hạn chế. Một số loài, như ichang popeda, được sử dụng để trưng bày, trong khi những loài khác rất quan trọng đối với việc lấy rễ và là nguồn gen để nhân giống các giống lai cam quýt kháng bệnh và sương giá. Trong một số trường hợp, võ hoặc lá được sử dụng làm hương liệu trong ẩm thực châu Á.
Người ta tin rằng, dựa trên các nghiên cứu phân tử, rằng thanh yên, bưởi, quýt và papeda là tổ tiên của hầu hết các loài cây có múi lai và giống của chúng, kết quả từ sự sinh sản hoặc lai tạo tự nhiên giữa các loài bố mẹ. Ví dụ, chanh ta, một loại lai giữa papeda, micrantha và thanh yên, đã lần lượt tạo ra nhiều loại chanh thương mại.

## Phân loại

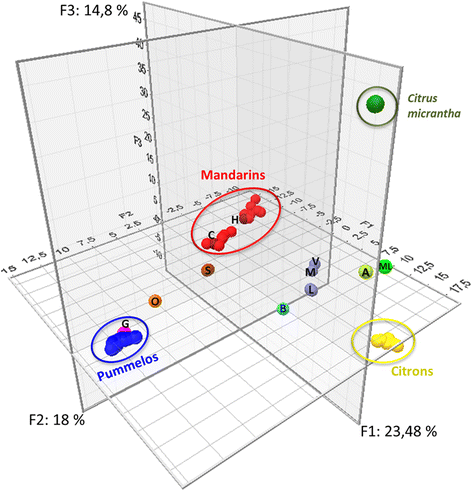
Trái cây có múi được nhóm lại bởi sự tương tự di truyền (PCA của đa dạng SNP). Citrus micrantha (trên cùng bên phải) là một papeda. Lai được dự kiến sẽ giữa cha mẹ của chúng. ML: chanh ta; A: alemow; V: chanh vàng Volkamer M: chanh vàng Meyer; L: chanh thường và 'Ngọt'; B: cam bergamot; H: clementine đơn bội; C: clementines; S: cam đắng; O: cam ngọt; G: bưởi.

Có bốn loài Papea hiện đang được công nhận bởi Vườn thực vật Kew và Missouri. Lần lượt là:
- Citrus cavaleriei - Ichang papeda
- Citrus halimii - thanh yên núi
- Citrus latipes - khasi popeda
- Citrus hystrix - chanh thái hoặc papeda Mauritius

Có nhiều giống tự nhiên hiện được phân loại thuộc các phân loài:
- Citrus var. micrantha - papeda nhỏ (Địa phương gọi là biasong và samuyao)
- Citrus var. celebica - Celebes pgeda
- Citrus var. macroptera - Melanian popeda
- Citrus x aurantiifolia var. macrophylla - alemow
- Citrus x aurantiifolia var. webberi - kalpi
- Citrus longispina - chanh có cánh (Chưa được giải quyết cho dù đó là giống lai, giống hay loài)

Một số giống lai giữa thế hệ con và loài này cũng tồn tại:
- Ichandarins 
  - Yuzu (ichang popeda × mandarin) [4]
  - Sudachi (ichang popeda × mandarin) [5]
- Chanh Ichang (ichang popeda × bưởi)
- Hyuganatsu (yuzu × bưởi, hoặc yuzu sport)
- Kabosu (ichang popeda × cam đắng)